# Mótides
Mótides är en ort i Cypern.   Den ligger i distriktet Eparchía Kerýneias, i den nordöstra delen av landet, 23 km nordväst om huvudstaden Nicosia. Mótides ligger 47 meter över havet och antalet invånare är 180. Den ligger på ön Cypern.
Terrängen runt Mótides är kuperad söderut, men norrut är den platt. Havet är nära Mótides norrut. Trakten runt Mótides är ganska glesbefolkad, med 25 invånare per kvadratkilometer. Närmaste större samhälle är Kyrenia, 10,0 km öster om Mótides. Trakten runt Mótides är i huvudsak ett öppet busklandskap.